# Zeitungsverlag F. Wolff & Sohn
Der Zeitungsverlag F. Wolff & Sohn ist ein Unternehmen der Ippen-Gruppe mit Sitz in Gronau. Seit der Übernahme durch Dirk Ippen 1977 wandelte er sich vom reinen Verlag der Leine-Deister-Zeitung zu einer Medienholding.

## Zeitungen
Neben der Leine-Deister-Zeitung bringt der Zeitungsverlag F. Wolff & Sohn folgende Anzeigenblätter heraus:
- Hallo Northeim (Auflage: 40.000)
- Die Eule am Wochenende (Auflage: 30.000)
- Die Woche (Auflage: 13.700)
- Die Woche Nordstemmen (Auflage: 5.800 Exemplare)
- Die Woche Alfeld (Auflage: 12.500 Exemplare)
- Die Woche Salzhemmendorf (Auflage: 5.000 Exemplare)
- Rund um Bad Salzdetfurth/ Rund um Bockenem (Auflage: 17.000)
- Die Woche Sibbesse (Auflage: 3.000)

Insgesamt werden rund 130.000 Haushalte mit den Anzeigenblättern versorgt.

## Beteiligungen
An den folgenden Verlagen ist der Zeitungsverlag F. Wolff & Sohn beteiligt:
- Zeitungsverlag Altena (100 %)
- Mediengruppe Westfälischer Anzeiger (84 %)
- Zeitungsholding Hessen (80 %)
- C. Beckers Buchdruckerei (60 %)
- Kreiszeitung Verlagsgesellschaft (39,8 %)
- Münchner Zeitungs-Verlag (28,6 %)
- Zeitungsverlag Oberbayern (28,6 %)
- Zeitungsverlag tz München (28,6 %)
- Pressehaus Bintz Verlag (20 %)
- Offenbach-Post-Beteiligung (11,1 %)
- Schmidt Vermögensverwaltungsgesellschaft (0,2 %)

## Eigentümerstruktur
Folgende Personen halten Anteile an dem Zeitungsverlag F. Wolff & Sohn:
- Dirk Ippen 51 %
- Daniel Schöningh 30 %
- Harald Brenner 10 %
- Jan Andreas Ippen 8 %
- Magdalena Ippen 1 %